# Josmar (nombre)
Josmar es un raro nombre masculino, y es la mezcla entre los nombres José y María o entre los nombres José y Martín
También tiene uso como apodo para nombres como "José María" o simplemente "José".

## Personas con el nombre Josmar
- Josmar Gerona (1975-), cantante y productor musical español.
- Josmar Zambrano (1992-), futbolista venezolano, nacionalizado español.
- Josmar Flores Pereyra (¿?), líder religioso boliviano.

- Datos: Q30919089